# 宮嵜雅則
宮嵜 雅則（みやざき まさのり、1962年〈昭和37年〉2月15日 - ）は、日本の医師、厚生労働技官。

## 来歴
東京都出身。1987年（昭和62年）3月、慶應義塾大学医学部を卒業。同年4月、厚生省へ入省し、健康政策局計画課に配属。
診療報酬改定などに携わり、医政局医事課医師臨床研修推進室長、雇用均等・児童家庭局母子保健課長、健康局総務課生活習慣病対策室長、保険局医療課医療指導監査室長、健康局がん対策・健康増進課長、厚生労働省大臣官房厚生科学課長、保険局医療課長、厚生労働省大臣官房審議官（危機管理、科学技術・イノベーション、 国際調整、がん対策担当）、社会・援護局障害保健福祉部長などを歴任。途中、内閣府や岡山県庁に出向し、食品安全委員会事務局評価課評価調整官、岡山県保健福祉部長などを務めた。
2018年（平成30年）7月31日、厚生労働省大臣官房生活衛生・食品安全審議官に就任。
2019年（令和元年）7月9日、厚生労働省健康局長に就任。
2020年（令和2年）8月7日、国立保健医療科学院長に就任。
2021年（令和3年）10月1日、退官。

## 年譜
- 1987年（昭和62年）
  - 3月 - 慶應義塾大学医学部卒業[1]
  - 4月 - 厚生労働省健康政策局計画課[1]
  - 4月 - 秋田県鷹巣保健所[1]
- 1989年（平成元年）4月 - 秋田県福祉保健部保健衛生課[1]
- 1990年（平成2年）4月 - 厚生省保険局医療課医療指導監査室[1]
- 1991年（平成3年）4月 - 厚生省保険局医療課[1]
- 1992年（平成4年）7月 - 厚生省保健医療局国立病院部経営指導課経営監査指導室室長補佐[1]
- 1994年（平成6年）
  - 7月 - 厚生省大臣官房厚生科学課課長補佐[1]
  - 7月 - 社会保険庁運営部保険指導課課長補佐[1]
- 1996年（平成8年）7月 - 山口県健康福祉部健康増進課長[1]
- 1999年（平成11年）8月 - 厚生省健康政策局医事課課長補佐[1]
- 2001年（平成13年）
  - 1月 - 厚生労働省医政局医事課長補佐[1]
  - 4月 - 厚生労働省医政局総務課長補佐[1]
- 2002年（平成14年）8月 - 厚生労働省大臣官房厚生科学課長補佐[1]
- 2003年（平成15年）7月 - 内閣府食品安全委員会事務局評価課評価調整官[1]
- 2004年（平成16年）
  - 7月 - 厚生労働省大臣官房付[1]
  - 7月 - 岡山県保健福祉部長[1]
- 2006年（平成18年）
  - 8月 - 厚生労働省大臣官房付[1]
  - 9月 - 厚生労働省医政局医事課医師臨床研修推進室長[1]
- 2008年（平成20年）7月 - 厚生労働省雇用均等・児童家庭局母子保健課長[1]
- 2010年（平成22年）8月 - 厚生労働省健康局総務課生活習慣病対策室長[1]
- 2011年（平成23年）4月 - 厚生労働省保険局医療課医療指導監査室長[1]
- 2012年（平成24年）9月 - 厚生労働省健康局がん対策・健康増進課長[1]
- 2013年（平成25年）7月 - 厚生労働省大臣官房厚生科学課長[1]
- 2014年（平成26年）7月 - 厚生労働省保険局医療課長[1]
- 2016年（平成28年）6月 - 厚生労働省大臣官房審議官（危機管理、科学技術・イノベーション、 国際調整、がん対策担当）[1]
- 2017年（平成29年）
  - 7月 - 厚生労働省社会・援護局障害保健福祉部長[1]
  - 7月 - （命）内閣官房東京オリンピック競技大会・東京パラリンピック競技大会推進本部事務局審議官[1]
- 2018年（平成30年）7月 - 厚生労働省大臣官房生活衛生・食品安全審議官[6]
- 2019年（令和元年）7月 - 厚生労働省健康局長[5]
- 2020年（令和2年）8月 - 国立保健医療科学院長[3]
- 2021年（令和3年）10月 - 退官[4]